# جریجس
جریجس (به عربی: جریجس) یک روستا در سوریه است که در ناحیه جب رمله واقع شده‌است. جریجس ۱٬۵۶۷ نفر جمعیت دارد.